# Charles Sealsfield
Carl Anton Postl (írói nevén Charles Sealsfield) (Poppitz (Znojmo mellett), 1793. március 3. – Solothurn, 1864. május 26.) osztrák–amerikai író.

## Élete
1822-ben Amerikába vándorolt ki; 1826-ban visszatért Németországba és C. Sidons néven Die Vereinigten Staaten von Nordamerika című munkáját tette közzé (2 kötet, Stuttgart, 1827). 1827-ben újra Amerikába utazott, miután Austria as it is című munkáját Londonban elkészítette, melyet a német szövetség betiltott. 1832-ben Svájcba vonult vissza. Solothurnhoz közeli birtokán érte a halál. Műveinek összes kiadása 18 kötetben Stuttgartban 1844-46-ban jelent meg. Túlvilági adósság című művét életrajzzal ellátva fordította Csukássy József.

## Nevezetesebb regényei
- Tokeah or the white rose (2 kötet, Philadelphia, 1828)
- Transatlantische Reiseskizzen (2 kötet, Lipcse, 1834)
- Der Virey und die Aristokraten (2 kötet, uo., 1835)
- Lebensbilder aus beiden Hemisphären (Zürich, 1835-37, 2. kiadás: Morton oder die grosse Tour címen, 1846)
- Süden und Norden (3 kötet, uo., 1842-43)

## Magyarul
- Sealsfield Károly: Egy túlvilági adósság. Elbeszélés; ford., életrajzi essay Csukássi József; Aigner, Bp., 1877 (Magyar könyvesház)
- A vén squatter elbeszélése; ford. Balogh Vilma; Jókai Ny., Bp., 1921 (Genius könyvtár)
- Tokeah és a fehér rózsa; átdolg. Telekes Béla, ill. Leidenfrost Sándor; Genius, Bp., 1923